# Mój biegun
Mój biegun – polski dramat obyczajowo-biograficzny z 2013 roku opowiadający o Janie Meli – niepełnosprawnym zdobywcy obu biegunów Ziemi. Szósty (i jednocześnie drugi kinowy) film z serii Prawdziwe historie.

## Opis fabuły
"Mój biegun” to historia Jana Meli – najmłodszego w historii zdobywcy ziemskich biegunów i jednocześnie pierwszej niepełnosprawnej osoby, która tego dokonała. Historia opowiada o chłopcu, który walczy o powrót do normalnego życia i odnajduje w sobie siłę charakteru. Jaśka Melę zagrał Maciej Musiał, a jego rodziców: Bartłomiej Topa i Magdalena Walach. 

## Obsada
- Maciej Musiał – Jaś kilkunastoletni
- Bartłomiej Topa – Bogdan Mela, ojciec Janka
- Magdalena Walach – Urszula Mela, matka Janka
- Adam Tyniec – Janek Mela, kilkuletni
- Wojciech Stryczek – Piotrek Mela, brat Janka
- Anna Pacho – Agata Mela, siostra Janka, kilkunastoletnia
- Magdalena Zięba – Agata Mela, siostra Janka, kilkuletnia
- Iga Milik – Dorota, siostra Janka, kilkunastoletnia
- Gabriela Mazurek – Dorota, siostra Janka, kilkuletnia
- Patrycja Durska – pielęgniarka